# Charálampos Kyriákou
Charálampos « Chámbos » Kyriákou (grec moderne : Χαράλαμπος «Χάμπος» Κυριάκου), né le 9 février 1995 à Limassol, est un footballeur international chypriote. Il évolue au poste de milieu défensif à l'Apollon Limassol.

## Carrière

### En équipe nationale
Charálampos Kyriákou honore sa première sélection le 24 mars 2016, lors d'un match amical contre l'Ukraine.
Il participe ensuite aux éliminatoires du mondial 2018.

## Statistiques
| Saison                | Club                  | Championnat                   | Championnat | Championnat | Coupe(s) nationale(s) | Coupe(s) nationale(s) | Supercoupe | Supercoupe | Compétition(s) continentale(s) | Compétition(s) continentale(s) | Compétition(s) continentale(s) | Chypre | Chypre | Total | Total |
| Saison                | Club                  | Division                      | M.          | B.          | M.                    | B.                    | M.         | B.         | Comp.                          | M.                             | B.                             | M.     | B.     | M.    | B.    |
| 2011-2012             | Apollon Limassol      | Laiki Bank League             | 5           | 0           | 0                     | 0                     | -          | -          | -                              | -                              | -                              | -      | -      | 5     | 0     |
| 2012-2013             | Apollon Limassol      | First Division                | 11          | 0           | 6                     | 1                     | -          | -          | -                              | -                              | -                              | -      | -      | 17    | 1     |
| 2013-2014             | Apollon Limassol      | Glafcos Clerides Championship | 11          | 0           | 3                     | 0                     | 1          | 0          | C3                             | 4                              | 0                              | -      | -      | 19    | 0     |
| 2014-2015             | Apollon Limassol      | First Division                | 10          | 0           | 2                     | 0                     | -          | -          | C3                             | 1                              | 0                              | -      | -      | 13    | 0     |
| 2015-2016             | Apollon Limassol      | Cyta Championship             | 9           | 0           | 4                     | 0                     | -          | -          | C3                             | 2                              | 0                              | 2      | 0      | 17    | 0     |
| 2016-2017             | Apollon Limassol      | Cyta Championship             | 4           | 0           | -                     | -                     | 1          | 0          | C3                             | 2                              | 0                              | 2      | 0      | 9     | 0     |
| Total sur la carrière | Total sur la carrière | Total sur la carrière         | 50          | 0           | 15                    | 1                     | 2          | 0          | -                              | 9                              | 0                              | 4      | 0      | 80    | 1     |

## Palmarès
Il remporte la coupe de Chypre en 2013 et 2016, ainsi que la supercoupe de Chypre en 2016 avec l'Apollon Limassol.